# Екомоа
Екомоа (фр. Ecommoy) насеље је и општина у западној Француској у региону Лоара, у департману Сарт која припада префектури Ман.
По подацима из 2011. године у општини је живело 4679 становника, а густина насељености је износила 153,63 становника/km². Општина се простире на површини од 28,50 km². Налази се на средњој надморској висини од 83 метара (максималној 168 m, а минималној 62 m).

## Демографија
| 1962. | 1968. | 1975. | 1982. | 1990. | 1999. | 2011. |
| ----- | ----- | ----- | ----- | ----- | ----- | ----- |
| 3.765 | 3.810 | 4.069 | 4.148 | 4.235 | 4.363 | 4.679 |

График промене броја становника у току последњих година